# Maksymilian Maria Kolbe
Maksymilian Maria Kolbe, właśc. Rajmund Kolbe (ur. 8 stycznia 1894 w Zduńskiej Woli, zm. 14 sierpnia 1941 w KL Auschwitz) – polski franciszkanin konwentualny, prezbiter, gwardian, misjonarz, męczennik, święty Kościoła katolickiego.
Założyciel organizacji Rycerstwo Niepokalanej, miesięcznika „Rycerz Niepokalanej”, Radia Niepokalanów oraz najliczniejszego klasztoru na świecie w Niepokalanowie (762 osoby w 1939).
Pierwszy polski męczennik okresu II wojny światowej wyniesiony na ołtarze podczas beatyfikacji jako wyznawca w 1971, a następnie kanonizacji jako męczennik w 1982.

## Życiorys

### Dzieciństwo
Urodził się 8 stycznia 1894 w Zduńskiej Woli przy ulicy Browarnej 9, o godzinie 1:00, w miejscowości położonej w Królestwie Polskim należącym do Imperium Rosyjskiego, jako drugi syn Juliusza Kolbego i Marianny z domu Dąbrowskiej w rodzinie wielodzietnej. Miał czterech braci (Franciszka, Józefa – późniejszego o. Alfonsa, który został również franciszkaninem oraz Walentego i Antoniego, którzy zmarli w dzieciństwie). Jego pradziad, Paweł Kolbe przybył do Zduńskiej Woli z południa Czech (miejscowość Štoky koło Igławy (cz. Jihlava)) w I połowie XIX wieku (około 1840) i zajmował się tkactwem. Matka Marianna również pochodziła z rodziny tkaczy. Oboje rodzice należeli do Trzeciego Zakonu św. Franciszka.
Jedna z jego krewnych, ciotka Anna Kubiak z d. Dąbrowska tak opisała jego mieszkanie w Zduńskiej Woli:

Mieszkanie było jednoizbowe: duża sala, a w niej warsztaty tkackie w jednym rogu, a w drugim kuchnia. Niewielka część sali była przegrodzona. Tam był pokoik Kolbów. W pokoiku znajdował się charakterystyczny ołtarzyk z obrazem Matki Boskiej Częstochowskiej, krzyżyk stojący, posążki aniołków i lichtarze ze świecami. Lampka olejna świeciła się przed ołtarzykiem w środy, soboty, niedziele oraz uroczystości Matki Boskiej. Odprawiali przed tym domowym sanktuarium Niepokalanej wspólne modlitwy.

8 stycznia 1894 został ochrzczony w kościele Wniebowzięcia NMP w Zduńskiej Woli przez ks. Franciszka Kapałczyńskiego, a rodzicami chrzestnymi byli Leopold Lange i Anna Dąbrowska. Z powodu trudnej sytuacji finansowej rodzina Kolbów przeniosła się wkrótce do Łodzi, a później w 1897 do Pabianic. Tam rodzice Kolbego znaleźli pracę, ojciec pracował w fabryce, a matka prowadziła sklep, potem była położną. W czerwcu 1902 przystąpił do pierwszej komunii świętej, natomiast 18 sierpnia 1907 w kościele św. Mateusza w Pabianicach przyjął z rąk bp. Stanisława Zdzitowieckiego sakrament bierzmowania. Jego matka Marianna – w późniejszych zeznaniach – tak scharakteryzowała jego sylwetkę z dzieciństwa:

Był chłopcem bardzo żywym, bystrym, trochę łobuzowatym, ale z trzech moich synów wobec nas, rodziców, był najbardziej posłuszny. Miałam w nim prawdziwą pomoc. Kiedy z mężem udawałam się do pracy, Rajmund zajmował się kuchnią, robieniem porządków w domu, załatwiając również wiele innych rzeczy.

W liście do franciszkanów z Niepokalanowa z 12 października 1941 jego matka opisała następujące zdarzenie:

Mieliśmy taki skryty ołtarzyk, do którego on często się wkradał i modlił się. (...) Byłam niespokojna, czy czasem nie jest chory, więc pytam się go, co się z tobą dzieje? (...) Drżąc ze wzruszenia i ze łzami mówi mi: jak mama mi powiedziała, co to z ciebie będzie, to ja bardzo prosiłem Matkę Bożą, żeby mi powiedziała, co ze mną będzie. I potem, gdy byłem w kościele, to znowu Ją prosiłem, wtedy Matka Boża pokazała mi się, trzymając dwie korony: jedną białą, drugą czerwoną. Z miłością na mnie patrzała i spytała, czy chcę te korony. Biała znaczy, że wytrwam w czystości, a czerwona, że będę męczennikiem. Odpowiedziałem, że chcę... Wówczas Matka Boża mile na mnie spoglądnęła i znikła.

### Życie zakonne
Początkowo rodzice planowali, że zostanie sklepikarzem i obejmie po nich niewielki sklepik, ale ostatecznie zmienili zdanie, bo zdecydował się on na wybór drogi życia konsekrowanego. Na prośbę przybyłych na misje do parafii pabianickiej misjonarzy franciszkańskich ze Lwowa (m.in. prowincjała o. Peregryna Haczeli OFMConv.), po wysłuchaniu jego kazania misyjnego, Rajmund oraz jego brat Franciszek (rok później w 1908 również Józef)  za zgodą rodziców postanowili wstąpić do zakonu franciszkanów. W 1907 Rajmund Kolbe rozpoczął naukę w małym seminarium franciszkanów we Lwowie, 4 września 1910 zaczął nowicjat, przyjmując imię Maksymilian. W 1912 rozpoczął studia w Krakowie, kilka miesięcy później został wysłany do Międzynarodowego Kolegium Serafickiego w Rzymie. Śluby wieczyste złożył 1 listopada 1914 przyjmując imię Maria. Uzyskał doktorat z filozofii na uniwersytecie Gregorianum w 1916; a z teologii w 1919 na wydziale ojców franciszkanów, jednak interesował się także matematyką i fizyką – w 1915 w urzędzie patentowym złożył szkic „Eteroplanu”, aparatu rzekomo umożliwiającego podróż w kosmos – był to projekt pojazdu międzyplanetarnego, opartego na zasadzie trójczłonowej rakiety nośnej. 8 października 1917 otrzymał święcenia diakonatu, a 28 kwietnia 1918 przyjął święcenia kapłańskie, których udzielił mu kardynał Basilio Pompilj . Mszę świętą prymicyjną odprawił w kościele S. Andrea delle Fratte w Rzymie.
W 1919 wrócił do Polski i podjął wykłady z historii Kościoła w seminarium ojców franciszkanów w Krakowie. W 1920 ponownie został skierowany do Lwowa, gdzie w zastępstwie o. Wenantego Katarzyńca OFMConv. objął kierownictwo nowicjatu, jednak wkrótce potem sam zmożony gruźlicą był zmuszony udać się na leczenie do Zakopanego

### Działalność wydawnicza
Przebywając w Rzymie w latach (1912–1919) założył wraz ze współbraćmi w styczniu 1917 związek duszpasterski o nazwie Rycerstwo Niepokalanej (łac. Militia Immaculatae), zajmujący się apostolstwem, którego patronką została Maryja. Od stycznia 1922 zaczął wydawać w Krakowie miesięcznik (następnie tygodnik) „Rycerz Niepokalanej” (nakład pierwszego wydania wyniósł 5000 egzemplarzy). Pod koniec tegoż roku (październik 1922) wydawanie jego zostało przeniesione do Grodna. Miesięcznikowi nadał charakter pisma katechetycznego (w 1939 osiągnął nakład miliona egzemplarzy).
Założył pod Warszawą na niezaoranym ściernisku klasztor Niepokalanów (2 ojców i 19 braci), (został jego pierwszym gwardianem), który został otwarty 7 grudnia 1927 przez prowincjała franciszkanów o. Kornela Czupryka OFMConv. Wybudował go na gruncie podarowanym przez księcia Jana Druckiego-Lubeckiego, syna Władysława. W 1928 powołał on w Niepokalanowie nowicjat franciszkański, a w 1929 zorganizował Małe Seminarium Misyjne.
W Niepokalanowie wydawał m.in. pismo „Rycerz Niepokalanej” (przeniesione 21 listopada 1927 z Grodna), a od 1935 również „Mały Dziennik”. Oba pisma poruszały tematy religijne, społeczne, polityczne i kulturalne. Ponadto w drukarni Niepokalanowa wydawano miesięczniki dla dzieci „Rycerzyk Niepokalanej” (od 1933) i „Mały Rycerzyk Niepokalanej” (od 1938) oraz „Biuletyn Misyjny” (od 1939). Wsparcia przy jego dziełach udzielił mu prowincjał o. Czupryk.
Jako przedstawiciel „Małego Dziennika” był członkiem Rady Naczelnej Polskiego Związku Wydawców Dzienników i Czasopism, 14 maja 1937 został wybrany do jego zarządu głównego.

### Działalność misyjna

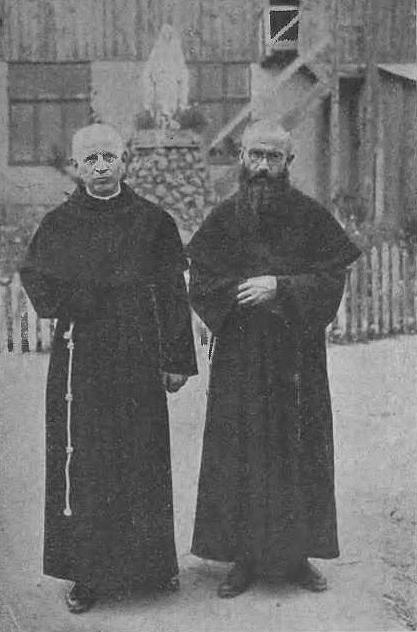
O. Kornel Czupryk i o. Maksymilian przed wyjazdem do Japonii w 1933

Na zakonnej kapitule prowincjalnej w 1930 we Lwowie uzyskał zatwierdzenie placówki misyjnej w Nagasaki w Japonii. Podróż na Daleki Wschód podjął z czterema zakonnikami, zatrzymując się w Szanghaju, gdzie próba założenia placówki misyjnej nie powiodła się. Jeszcze w 1930 dołączył do wyprawy młody kleryk z Wojnicza Antoni Mirochna, który poświęcił działalność misyjną placówce w Nagasaki, kontynuując inicjatywę Kolbego i zakładając tam zakon żeński – Zgromadzenie Sióstr Franciszkanek Rycerstwa Niepokalanej, zyskując uznanie rządu japońskiego. W okresie 1931–1935 prowadził działalność misyjną w Japonii, gdzie w 1931 z jego inicjatywy założono klasztor franciszkanów w Nagasaki (jap. Mugenzai no Sono; pol. Ogród Niepokalanej). Pomimo sugestii pozostałych duchownych, aby klasztor umiejscowić w katolickiej dzielnicy Urakami, gdzie znajdowała się od 1895 katedra Niepokalanego Poczęcia Najświętszej Marii Panny, zdecydował o jego budowie na stoku jednej z gór otaczających Nagasaki, po przeciwnej stronie miasta. Czternaście lat później decyzja ta okazała się zbawienna dla klasztoru, gdy 9 sierpnia 1945 załoga amerykańskiego B-29-36-MO zrzuciła na Nagasaki bombę atomową, a stok góry osłonił budynek klasztorny przed falą uderzeniową.
Ówczesny chargé d’affaires ambasady polskiej w Tokio, Jacek Trawiński tak go scharakteryzował:

Człowiek skupiony, cichy, skromny, a równocześnie pełen godności, autorytetu i skupionej energii. Gdy poczynał mówić o swych sprawach, o swej placówce w Nagasaki – twarz ożywiała mu się, a w miarę słów rozjaśniała się, uświęcała.

W Japonii rozpoczął wydawanie japońskiego odpowiednika „Rycerza Niepokalanej” o nazwie (jap. Seibo no Kishi), który w 1934 osiągnął nakład 60 tysięcy egzemplarzy oraz założył tzw. Niepokalanów japoński. Tam również spotkał się z tzw. małą radiofonią, czyli stacjami nadawczymi małej mocy zainstalowanymi w wielu punktach kraju.
W 1933 przebywał w Polsce, uczestnicząc w kapitule prowincjalnej. W tym samym roku pod Warszawą przyczynił się do nawrócenia na wiarę katolicką japońskiego dyplomaty, Hiroyukiego Kawai.

### Powrót do Polski
Po powrocie do Niepokalanowa w 1936 uruchomił tam w 1937 elektrownię, następnie wprowadził dalekopis, a od 1938 zaczął organizować pomysł budowy telewizji, studia filmowego i lotniska. Postanowił również uruchomić (stację nadawczą) radiostację. Zgodnie z obowiązującym w przedwojennej Polsce prawem nie miał takiej możliwości. Nie tracąc nadziei zapisał się do PZK i został krótkofalowcem o znaku SP3RN (jako Radio Niepokalanów). Stacja zaczęła nadawać na przełomie lat 1937/1938, pokrywając swoim zasięgiem praktycznie obszar całego kraju.
W lipcu 1936 podczas kapituły zakonnej został wybrany ponownie gwardianem klasztoru w Niepokalanowie, a także dyrektorem tamtejszego wydawnictwa. Pod jego kierownictwem konwent stał się najliczniejszym klasztorem katolickim na świecie – we wrześniu 1939 było tam ponad 700 zakonników i kandydatów.

### Pod okupacją niemiecką oraz pobyt w obozie koncentracyjnym

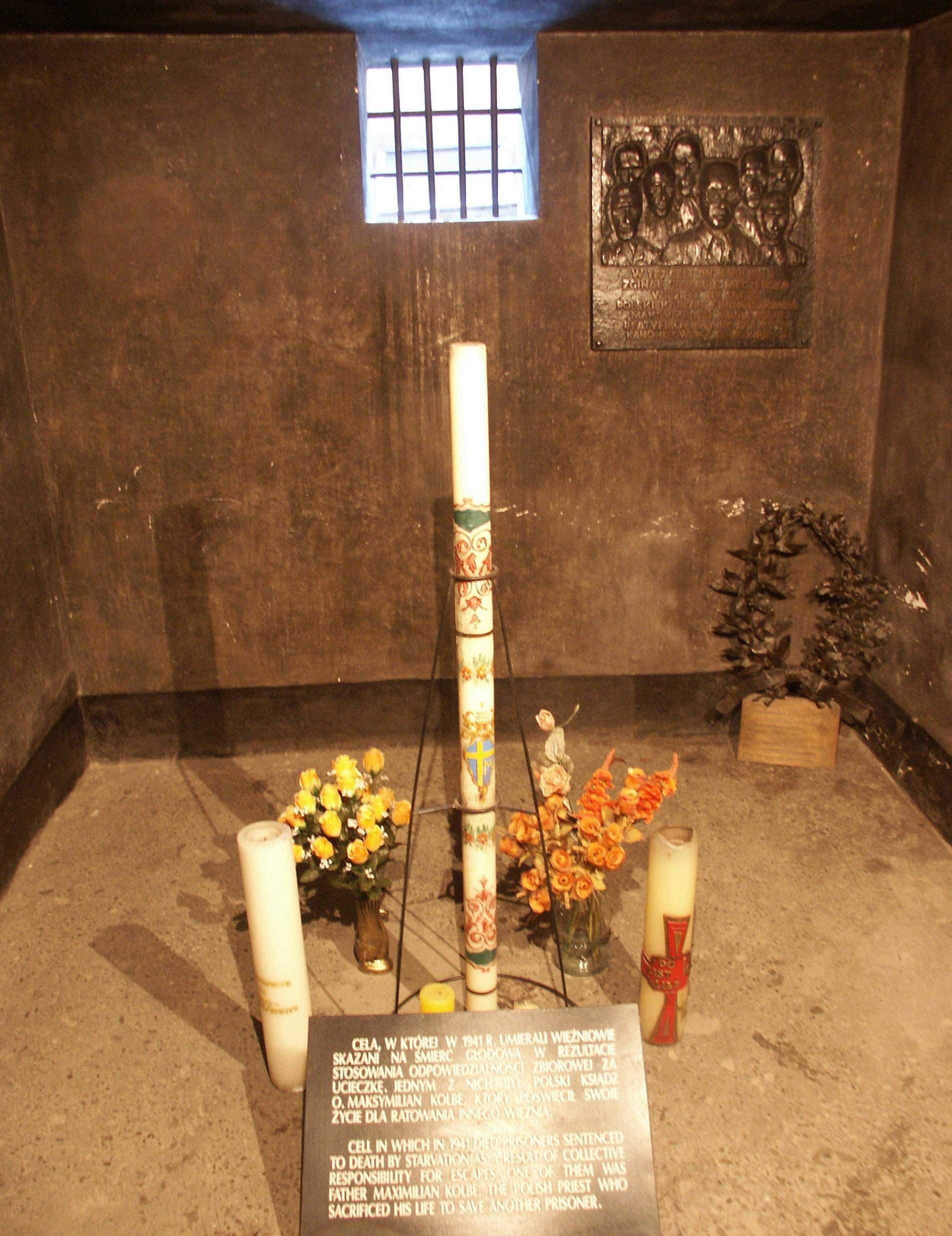
Cela śmierci św. Maksymiliana Marii Kolbego w obozie koncentracyjnym Auschwitz (blok 11)

W czasie okupacji niemieckiej działalność klasztoru została zawieszona, a 19 września 1939 został aresztowany wraz z 34 braćmi, 2 ojcami i klerykiem. Po dwudniowej podróży ciężarówką i pociągiem towarowym, przybyli do obozu w Łambinowicach (niem. Lamsdorf), a następnie zostali przewiezieni do Gębic (niem. Amtitz). 9 listopada 1939 przewieziono ich do obozu w Ostrzeszowie, skąd 8 grudnia (w święto Niepokalanego Poczęcia Najświętszej Maryi Panny) zostali uwolnieni i wrócili do Niepokalanowa. Po wyjściu na wolność zorganizował w klasztorze ośrodek usług dla okolicznej ludności i oddał się pogłębianiu formacji pozostałych przy nim współbraci. Powtórnie aresztowany 17 lutego 1941, przesłuchiwany i więziony na Pawiaku.
28 maja 1941 trafił do obozu koncentracyjnego w Auschwitz, gdzie otrzymał numer obozowy 16670. W obozie przydzielono go do komanda „Babice”, które pracowało przy wyrębie drzew i znoszeniu gałęzi. Poza tym pełnił on potajemnie posługę kapłańską dla współwięźniów (m.in. spowiadał, głosił kazania i ukradkiem sprawował msze święte). Pozostały po nim dwie pamiątki (mały obozowy kielich mszalny oraz jego różaniec, ofiarowany Wilhelmowi Żelaznemu (nr obozowy 1126) z Chorzowa). Po wyzwoleniu obozu KL Auschwitz ocaleni więźniowie przekazali te pamiątki, które obecnie eksponowane są w relikwiarzach.
Podczas apelu w obozie 29 lipca 1941, który prowadził kierownik obozu Karl Fritzsch dobrowolnie wybrał śmierć głodową w zamian za skazanego współwięźnia Franciszka Gajowniczka (nr obozowy 5659), który był w grupie 10 więźniów skazanych na śmierć, za ucieczkę z obozu (blok 14A) jednego z więźniów. Po wojnie Franciszek Gajowniczek wobec świadków Franciszka Mazurkiewicza i Brata Ferdynanda Marii Kasza w Brzegu tak opisał to zdarzenie:

W okresie żniw, w ostatnich dniach lipca 1941 roku, przy nadarzającej się sposobności, jeden z więźniów oświęcimskich z mojego bloku zbiegł. Jako represja za to, na wieczornym apelu nastąpiło dziesiątkowanie więźniów mojego bloku. Dziesięciu więźniów z mojego bloku wyznaczono na śmierć. Dowódca obozu Fritzsch w towarzystwie Rapportfuhrera Palitzscha dokonał selekcji (wyboru). Nieszczęśliwy los padł również na mnie. Ze słowami:
– „Ach, jak żal mi żony i dzieci, które osierocam”
udałem się na koniec bloku. Miałem iść do celi śmierci głodowej. Te słowa usłyszał O. Maksymilian Kolbe, franciszkanin z Niepokalanowa. Wyszedł z szeregów, zbliżył się do Lagerfuhrera Fritzscha i usiłował ucałować jego rękę. Fritzsch zapytał tłumacza:
– „Was wünscht dieses polnische Schwein?” (pol. Czego chce ta polska świnia?)
O. Maksymilian Kolbe, wskazując ręką na mnie wyraził swoją chęć pójścia za mnie na śmierć. Lagerfuhrer Fritzsch ruchem ręki i słowem:
– „Heraus” (pol. Wyjść)
kazał mi wystąpić z szeregu skazańców, a moje miejsce zajął O. Maksymilian Kolbe. Za chwilę odprowadzono ich do celi śmierci, a nam kazano rozejść się na bloki. W tej chwili trudno mi było uświadomić sobie ogrom wrażenia, jaki ogarnął mnie; ja, skazaniec mam żyć dalej, a ktoś chętnie i dobrowolnie ofiaruje swoje życie za mnie. Czy to sen, czy rzeczywistość?... Wśród kolegów wspólnej niedoli oświęcimskiej dał się słyszeć jeden głos podziwu heroicznego poświęcenia życia tego kapłana za mnie.

Świadkiem tego zdarzenia był też więzień tego bloku Michał Micherdziński. W późniejszych zeznaniach tak z kolei opisał on to zdarzenie:

O. Maksymilian szedł w więziennym pasiaku, z miską u boku, w drewniakach. Nie szedł jak żebrak, ani też jak bohater. Szedł jak człowiek świadomy wielkiej misji. Stanął spokojnie przed oficerami. Cała świta, która dokonywała selekcji, wszyscy stali i patrzyli po sobie, nie wiedzieli, co robić. Wreszcie opamiętał się kierownik obozu i wściekły, zapytał swojego zastępcę:
– „Was will dieses polnische Schwein?” (pol. Czego chce ta polska świnia?).
Zaczęli szukać tłumacza, ale okazało się, że tłumacz jest zbędny. O. Maksymilian w postawie na baczność odpowiedział spokojnie po niemiecku:
– „Ich will für ihn sterben” (pol. Chcę umrzeć za niego)
i wskazał lewą ręką na stojącego obok Gajowniczka. Padło kolejne pytanie:
– „Wer bist du?” (pol. Kim jesteś?)
– „Ich bin polnischer katholischer Priester” (pol. Jestem polskim księdzem katolickim.)
O. Maksymilian, mimo iż wiedział, jak Niemcy traktują polskich księży, nie bał się przyznać do swojego kapłaństwa. Panowała wtedy nieznośna cisza. Każda sekunda wydawała się trwać wieki. Wreszcie stało się coś, czego do dzisiaj nie mogą zrozumieć ani Niemcy, ani więźniowie. Kapitan SS, który zawsze zwracał się do więźniów przez wulgarne „ty”, zwrócił się do o. Maksymiliana per „pan”:
– „Warum wollen Sie für ihn sterben?” (pol. Dlaczego pan chce umrzeć za niego?)
O. Maksymilian odpowiedział:
– „Er hat eine Frau und Kinder” (pol. On ma żonę i dzieci.)
Po chwili esesman powiedział:
– „Gut” (pol. Dobrze).

Po apelu dziesięciu skazanych (w tym o. Kolbego) zaprowadzono do bloku 11 (śmierci), kazano się rozebrać do naga i zamknięto w piwnicy. Świadkiem ich umierania był więzień nr obozowy 1192 – Bruno Borgowiec, który w 1946 złożył zeznanie przed notariuszem w Chorzowie. Stwierdził on m.in.:

Początkowo więźniowie krzyczeli z rozpaczy, bluźniąc przeciw Bogu. Później pod wpływem ojca Kolbego zaczęli się modlić i śpiewać pieśni do Matki Najświętszej. Zakonnik dodawał im otuchy, spowiadał i przygotowywał na śmierć. Stojąc lub klęcząc, wpatrywał się pogodnym wzrokiem w dokonujących inspekcji esesmanów.

O. Kolbe zmarł 14 sierpnia 1941 uśmiercony zastrzykiem trucizny (fenolu) przez funkcjonariusza obozowego, kierownika izby chorych Hansa Bocka o godz. 12:50. Bruno Borgowiec tak opisał to zdarzenie:

Zmarł w pozycji siedzącej, oparty o ścianę, z oczami otwartymi i głową przechyloną na bok.

Jego ciało zostało spalone w obozowym krematorium. Natomiast 25 października 1944 Franciszek Gajowniczek został przeniesiony do obozu koncentracyjnego KL Sachsenhausen, gdzie doczekał się wyzwolenia przez wojsko amerykańskie.

## Tablica przodków
| Tablica rodowodowa                                               |                                                                                 |                                                                                 |                                                                                             |                                                                                             |
| Pradziadkowie                                                    | Paweł Kolbe (13.10.1825–17.09.1854) Teresa Nisig (1820–4.07.1854)               | Antoni Grejbich (1807–?) Teresa Szprenger (Studnicka) (1808–?)                  | Kazimierz Dąbrowski (1784–6.07.1844) Agnieszka Grzybowska (1801–2.07.1852)                  | Bogusław Klinicki (1789–20.03.1842) Karolina Otto (Hutto) (1799–3.04.1854)                  |
| Dziadkowie                                                       | Jan Kolbe (8.02.1848–1921) Helena Grajbych (27.06.1847–?)                       | Jan Kolbe (8.02.1848–1921) Helena Grajbych (27.06.1847–?)                       | Franciszek Dąbrowski (16.11.1823–15.03.1897) Anna Krystyna Klinicka (12.12.1832–29.03.1892) | Franciszek Dąbrowski (16.11.1823–15.03.1897) Anna Krystyna Klinicka (12.12.1832–29.03.1892) |
| Rodzice                                                          | Juliusz Kolbe (29.05.1871–5.10.1919) Marianna Dąbrowska (25.02.1870–17.03.1946) | Juliusz Kolbe (29.05.1871–5.10.1919) Marianna Dąbrowska (25.02.1870–17.03.1946) | Juliusz Kolbe (29.05.1871–5.10.1919) Marianna Dąbrowska (25.02.1870–17.03.1946)             | Juliusz Kolbe (29.05.1871–5.10.1919) Marianna Dąbrowska (25.02.1870–17.03.1946)             |
| św. o. Maksymilian Rajmund Kolbe OFMConv. (8.01.1894–14.08.1941) |                                                                                 |                                                                                 |                                                                                             |                                                                                             |

## Wyniesienie na ołtarze

### Beatyfikacja
Po zakończeniu II wojny światowej, generał zakonu franciszkanów o. Beda Maria Hess OFMConv. podjął starania w Stolicy Apostolskiej w celu wyniesienia go na ołtarze. 8 grudnia 1946 wydał on okólnik, w którym nakazał zebrać jego pisma, spisać wspomnienia oraz zebrać adresy świadków jego życia i działalności.
Wstępne badania procesowe rozpoczęły się w diecezji padewskiej 24 maja 1948. Odtąd przysługiwał mu tytuł Sługi Bożego. Proces informacyjny toczył się równolegle w czterech diecezjach: padewskiej (1948–1952), warszawskiej (1949–1950), rzymskiej (1951) i Nagasaki (1949–1951). Wstępny proces zgromadził obszerny materiał dowodowy, gdyż przesłuchano 75 świadków i zebrano dostępne dokumenty dotyczące jego życia i działalności. Do 1952 zostały ponadto zebrane jego pisma i złożone w Kongregacji do Spraw Obrzędów w Rzymie. Komisja teologiczna po zapoznaniu się z jego pismami pozytywnie zaopiniowała 26 kwietnia 1955 ich treść, wydając 12 maja tegoż roku dekret o ich ważności. Zebrany materiał posłużył do przygotowania stosownych procesów apostolskich, które zostały przeprowadzone zgodnie z obowiązującymi wówczas przepisami prawa kanonicznego w: Padwie (1961–1963), Warszawie (1962), Krakowie (1962), Nagasaki (1961–1963) i Trenton (1962). 6 czerwca 1964 Kongregacja do Spraw Obrzędów wydała dekret o ważności procesu informacyjnego i apostolskiego.
Następnie, po zbadaniu wszystkich okoliczności, 30 stycznia 1969 papież Paweł VI podpisał dekret o heroiczności jego życia i cnót. Odtąd przysługiwał mu tytuł Czcigodnego Sługi Bożego. Postulatorem generalnym procesu beatyfikacyjnego został mianowany o. Antonio Ricciardi OFMConv. Do beatyfikacji potrzebny był fakt dwóch cudownych uzdrowień za jego przyczyną. Po ich zgłoszeniu stosowne procesy toczyły się równolegle w okresie (1964–1966) i (1965–1967). 8 maja 1970 odbyło się posiedzenie Rady Lekarskiej w sprawie tych cudownych uzdrowień, a 14 czerwca 1971 Kongregacja Spraw Kanonizacyjnych wydała dekret uznający fakt cudownych uzdrowień za jego przyczyną.
Papież wyraził zgodę na jego beatyfikację, jako wyznawcy, która odbyła się w Rzymie, w bazylice św. Piotra podczas uroczystej mszy świętej 17 października 1971, której przewodniczył papież Paweł VI. W homilii Paweł VI powiedział m.in.:

Kto z nas nie pamięta niezrównanego faktu? „Jestem kapłanem katolickim” mówi ojciec Kolbe ofiarując siebie na śmierć i na jaką śmierć! dla ratowania życia skazanego w mściwym odwecie, nieznanego mu towarzysza niedoli. Był to wielki moment: ofiara została przyjęta. Zrodziła się ona z serca nawykłego do wyrzeczeń, jakby w naturalnym odruchu posługi kapłańskiej.

Na jego beatyfikację przybyło około 150 tysięcy osób, w tym około 6 tysięcy Polaków, z polską delegacją, której przewodniczył prymas Polski kard. Stefan Wyszyński. Obecny był m.in. kard. Karol Wojtyła, późniejszy papież oraz Franciszek Gajowniczek ocalony przez o. Maksymiliana Kolbego więzień.
Obraz z jego wizerunkiem, który w dniu beatyfikacji znajdował się w glorii Berniniego w bazylice św. Piotra, znajduje się obecnie w głównym ołtarzu pabianickiego sanktuarium św. Maksymiliana Kolbego. Kolbe był pierwszym Polakiem beatyfikowanym po II wojnie światowej.

### Kanonizacja

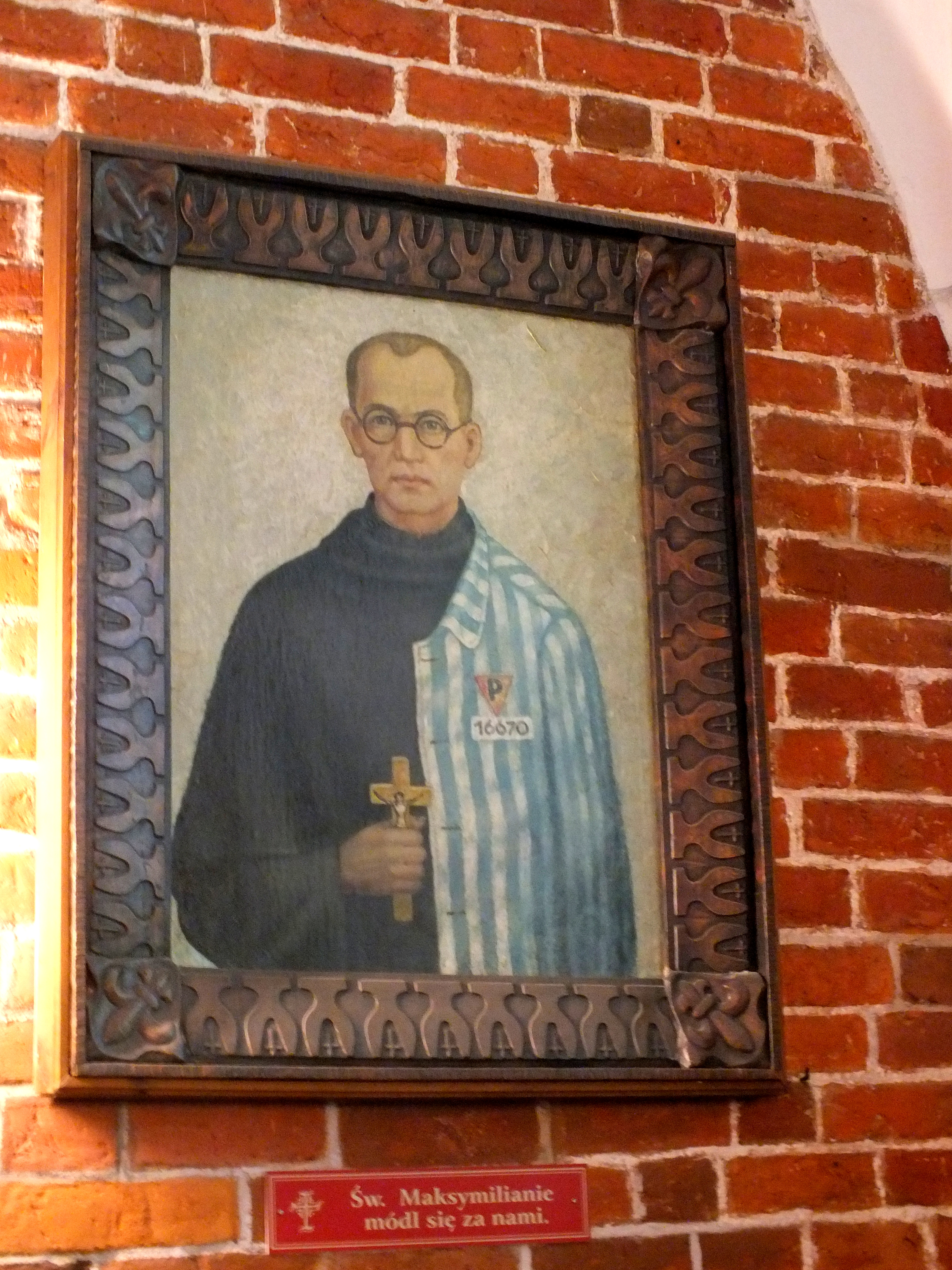
Obraz św. Maksymiliana Kolbe w Bazylice Konkatedralnej Wniebowzięcia Najświętszej Maryi Panny w Kołobrzegu

Zgodnie z procedurą postępowania kanonizacyjnego jako wyznawcy do jego kanonizacji potrzebne było stwierdzenie dwóch nowych cudownych uzdrowień za jego wstawiennictwem. Konferencja Episkopatu Polski i Konferencja Episkopatu Niemiec wystosowały prośby do Stolicy Apostolskiej o przyśpieszenie procesu jego kanonizacji. Zastanawiano się wówczas: czy istnieje możliwość zmiany procedury kanonizacyjnej, tak by był ogłoszonym świętym jako męczennik. Postulatorem generalnym procesu kanonizacyjnego został mianowany o. Ambrogio Sanna OFMConv. W 1981 i 1982 odbyły się w Kongregacji Spraw Kanonizacyjnych posiedzenia w tej sprawie.
19 stycznia 1982 Kongregacja ta ogłosiła dekret, który stwierdził, że papież Jan Paweł II udzielił dyspensy od przepisu kanonu 2138 § 1 Kodeksu prawa kanonicznego, czyli można przystąpić do jego kanonizacji bez wymagania dwóch nowych zatwierdzonych cudów za jego wstawiennictwem. W marcu 1982 Jan Paweł II zdecydował – po zasięgnięciu opinii Kongregacji Spraw Kanonizacyjnych – o jego kanonizacji jako męczennika, wyznaczając ją na 10 października 1982. Uroczystej mszy kanonizacyjnej na placu Świętego Piotra w Rzymie przewodniczył Jan Paweł II, który w homilii powiedział m.in.:

Ojciec Maksymilian Kolbe, więzień obozowy, upomniał się w obozie śmierci o prawo do życia niewinnego człowieka – jednego z milionów. Ten człowiek (Franciszek Gajowniczek) żyje po dzień dzisiejszy, i jest wśród nas obecny. Ojciec Kolbe upomniał się o prawo do życia, wyrażając gotowość pójścia na śmierć w jego zastępstwie, ponieważ tamten był ojcem rodziny i jego życie potrzebne było najbliższym. Ojciec Maksymilian Maria Kolbe potwierdził w ten sposób prawo Stwórcy do życia niewinnego człowieka, dał świadectwo Chrystusowi i miłości.

## Relikwie
Pomimo że ciało o. Maksymiliana Marii Kolbego zostało spalone w obozowym krematorium, a jego prochy rozrzucone po okolicznych polach, to ocalone zostały jego niewielkie fragmenty włosów, pozostałe przed aresztowaniem. Fryzjer zakonny br. Akurcjusz Pruszak OFMConv. zachował te fragmenty w dwóch kopertach: w jednej ze strzyżenia przed wyjazdem do Japonii oraz w drugiej z brody zgolonej we wrześniu 1939. Obecnie relikwie te eksponowane są w relikwiarzach.

## Publikacje
Jako redaktor naczelny miesięczników „Rycerz Niepokalanej” i „Mały Rycerzyk Niepokalanej” o. Maksymilian Maria Kolbe opublikował liczne artykuły w tych czasopismach. Ponadto wydał jedną pozycję poświęconą swojej wyprawie misyjnej do Japonii (1937). Pozostawił po sobie liczne materiały w postaci: listów, artykułów, referatów, pamiętników, przemówień, konferencji i notatek, które zostały zebrane i opublikowane przez różnych redaktorów już po jego śmierci oraz przetłumaczone i wydane w językach obcych:

- Maksymilian Maria Kolbe, Metoda misyjna i religie w Japonii, Poznań: Zw. Akad. Kół Misyjnych w Polsce, 1937, OCLC 749135072. Brak numerów stron w książce
- Maksymilian Maria Kolbe, Nasz ideał, Niepokalanów: Drukarnia Milicji Niepokalanej, 1946, OCLC 968544225. Brak numerów stron w książce
- Maksymilian Maria Kolbe (przygot. do druku Komitet Redakcyjny): Pisma ojca Maksymiliana Marii Kolbego franciszkanina. T. 1, Wstęp, wykaz skrótów, rys życia, chronologia życia i działalności, listy 1912–1929. Niepokalanów: 1970. OCLC 805261850. Brak numerów stron w książce
- Maksymilian Maria Kolbe (przygot. do druku Komitet Redakcyjny): Pisma ojca Maksymiliana Marii Kolbego franciszkanina. T. 2, Listy 1930-czerwiec 1933. Niepokalanów: 1970. OCLC 805261874. Brak numerów stron w książce
- Maksymilian Maria Kolbe (przygot. do druku Komitet Redakcyjny): Pisma ojca Maksymiliana Marii Kolbego franciszkanina. T. 3, Listy: lipiec 1933 – 15 lipca 1936. Niepokalanów: 1970. OCLC 805261883. Brak numerów stron w książce
- Maksymilian Maria Kolbe (przygot. do druku Komitet Redakcyjny): Pisma ojca Maksymiliana Marii Kolbego franciszkanina. T. 4, Listy: 16 lipca 1936-czerwiec 1941. Niepokalanów: 1970. OCLC 805261904. Brak numerów stron w książce
- Maksymilian Maria Kolbe (przygot. do druku Komitet Redakcyjny): Pisma ojca Maksymiliana Marii Kolbego franciszkanina. T. 5, Notatki, pamiętniki. Niepokalanów: 1970. OCLC 805261935. Brak numerów stron w książce
- Maksymilian Maria Kolbe (przygot. do druku Komitet Redakcyjny): Pisma ojca Maksymiliana Marii Kolbego franciszkanina. T. 6, Artykuły, referaty, szkice 1914–1929. Niepokalanów: 1970. OCLC 805261948. Brak numerów stron w książce
- Maksymilian Maria Kolbe (przygot. do druku Komitet Redakcyjny): Pisma ojca Maksymiliana Marii Kolbego franciszkanina. T. 7, Artykuły, referaty, szkice 1930–1941. Niepokalanów: 1970. OCLC 805261957. Brak numerów stron w książce
- Maksymilian Maria Kolbe (przygotował do druku komitet redakcyjny pod kierunkiem Joachima Romana Bara): Wybór pism. Warszawa: Akademia Teologii Katolickiej, 1973. OCLC 5787409. Brak numerów stron w książce
- Massimiliano Kolbe, Gli scritti di Massimiliano Kolbe eroe di Oświęcim e beato della Chiesa. Vol. 1–2 (traduzione dal pollaco di Cristoforo Zambelli), wyd. 1, Firenze: Città di Vita, 1975, OCLC 835915073 (wł.). Brak numerów stron w książce
- Maksymilian Maria Kolbe (oprac. i red. Jan Antoni Książek, Władysław Kornel Kaczmarek pod kierunkiem Joachima Romana Bara): Konferencje ascetyczne: notatki słuchaczy z przemówień Ojca Maksymiliana Kolbego. Niepokalanów: Wydawnictwo Ojców Franciszkanów, 1976. OCLC 749822000. Brak numerów stron w książce
- Maximilian Maria Kolbe (excerpts from his writings and addresses selected, compiled, and arranged by Jerzy M. Domański; ed., transl. and with an introd. by Regis N. Barwig; pref. by Fulton J. Sheen): Maria was his middle name: day-by-day with Blessed Maximilian Maria Kolbe. Altadena (California): The Benziger Sisters Publishers, 1977. OCLC 42983454. (ang.). Brak numerów stron w książce
- Massimiliano Kolbe, Gli scritti di Massimiliano Kolbe eroe di Oświęcim e beato della Chiesa. 3 (traduzione dal pollaco di Cristoforo Zambelli), wyd. 1, Firenze: Città di Vita, 1978, OCLC 749148836 (wł.). Brak numerów stron w książce
- Maximilien-Marie Kolbe (trad. de P. Grémaud; préf. et introd. de J. F. Villepelée): Carnets spirituels: notes de retraites et meditations. Paryż: Éditions P. Lethielleux, 1981. ISBN 2-249-60149-6. OCLC 836797426. (fr.). Brak numerów stron w książce
- Maksymilian Maria Kolbe, Błogosławiony Maksymilian Maria Kolbe: zbiór poezji, t. 9, Kraków: DSL, 1982 (Biblioteczka Służby Liturgicznej), OCLC 750625312. Brak numerów stron w książce
- Maksymilian Maria Kolbe (wybór, układ i oprac. Amelia Szafrańska): Myśli i rozważania. Warszawa: PAX, 1982. ISBN 83-211-0429-0. OCLC 462008335. Brak numerów stron w książce
- Maksymilian Maria Kolbe (wybór tekstów Leon Dyczewski): Ten, który rozdał życie. Warszawa: Kuria Prowincjonalna OO. Franciszkanów, 1983. Brak numerów stron w książce
- Maksymilian Maria Kolbe (opracował Damian Synowiec): Nieznana korespondencja. Kraków: 1985. OCLC 911237919. Brak numerów stron w książce
- Maksymilian Maria Kolbe (oprac. i red. Jan Antoni Książek, Władysław Kornel Kaczmarek pod kierunkiem Joachima Romana Bara): Konferencje świętego Maksymiliana Marii Kolbego. Niepokalanów: Wydawnictwo Ojców Franciszkanów, 1990. ISBN 83-85037-21-7. Brak numerów stron w książce
- Maksymilian Maria Kolbe, Oddanie się Niepokalanej, wyd. 1, Niepokalanów: Wydawnictwo Ojców Franciszkanów, 1992, ISBN 83-85037-23-3. Brak numerów stron w książce
- Maksymilian Maria Kolbe (red. Jerzy Domański): Co dzień ze św. Maksymilianem: wybór tekstów z pism i przemówień o. Maksymiliana Marii Kolbego. Wyd. 1. Niepokalanów: Wydawnictwo Ojców Franciszkanów, 1994. ISBN 83-86412-01-1. OCLC 69554508. Brak numerów stron w książce
- Maksymilian Maria Kolbe (wyboru dokonał Marek Jarzębowski): „Raz się żyje”: św. Maksymilian radzi. Cz. 1. Niepokalanów: Wydawnictwo Ojców Franciszkanów, 1995, seria: Biblioteczka Myśli. ISBN 83-86412-19-4. OCLC 751070316. Brak numerów stron w książce
- Maksymilian Maria Kolbe (wyboru i oprac. dokonał Stanisław Krajski): Pisma wybrane. Warszawa: Wydawnictwo Św. Tomasza z Akwinu, 1995. ISBN 83-86535-08-3. OCLC 749811288. Brak numerów stron w książce
- Maksymilian Maria Kolbe (zebrał Elfi): Do ideału Mi: myśli Maksymiliana Marii Kolbego. Niepokalanów: Wydawnictwo Ojców Franciszkanów, 1996. ISBN 83-86412-66-6. OCLC 297547364. Brak numerów stron w książce
- Massimiliano Kolbe, Scritti di Massimiliano Kolbe, Rzym: Ass. Rel. Centro Nazionale Milizia dell’Immacolta: ENMI Editrice Nazzionale, 1997, OCLC 797557136 (wł.). Brak numerów stron w książce
- Maksymilian Maria Kolbe (wyboru i oprac. dokonał Stanisław Krajski): Św. Maksymilian Maria Kolbe o masonerii i Żydach. Wyd. 1. Krzeszowice: Dom Wydawniczy „Ostoja”, 1998. ISBN 83-909116-2-0. OCLC 42277435. Brak numerów stron w książce
- Maximilliano M. Kolbe (trad. Francesco Francaviglia): Escritos de San Maximiliano M. Kolbe. Rzym: Centro Internazionale Milizia dell’Immacolata, 2003. OCLC 968789195. (wł.). Brak numerów stron w książce
- Maksymilian Maria Kolbe, Pisma. Cz. 1, wyd. 1, Teresin: Wydawnictwo Ojców Franciszkanów Niepokalanów, 2007, ISBN 978-83-60479-17-9, OCLC 749764050. Brak numerów stron w książce
- Maksymilian Maria Kolbe, Pisma. Cz. 2, wyd. 1, Niepokalanów: Wydawnictwo Ojców Franciszkanów Niepokalanów, 2008, ISBN 978-83-60479-18-6, OCLC 750117898. Brak numerów stron w książce
- Maksymilian Maria Kolbe (wyboru tekstów dokonała i oprac. Maria Lademann): Droga modlitwy ze świętym Maksymilianem. Niepokalanów: Wydawnictwo Ojców Franciszkanów, 2008. ISBN 978-83-60479-34-6. Brak numerów stron w książce
- Maksymilian Maria Kolbe (wybór tekstów: Ewa Glińska): Rady przyjaciela. Cz. 11. Częstochowa: Edycja Świętego Pawła, 2011, seria: Perełki z Aureolą. ISBN 978-83-7424-948-5. OCLC 802105708. Brak numerów stron w książce
- Maksymilian Maria Kolbe (wybór i oprac. Roman Aleksander Soczewka): Dobrego dnia ze św. Maksymilianem Kolbem: myśli na każdy dzień roku. Częstochowa: Edycja Świętego Pawła, 2011. ISBN 978-83-7424-670-5. OCLC 751047290. Brak numerów stron w książce
- Maksymilian Maria Kolbe (przygotował Roman Aleksander Soczewka): Cały Twój, Maryjo!: wybrane modlitwy i nowenna za wstawiennictwem św. Maksymiliana. Cz. 4. Częstochowa: Edycja Świętego Pawła, 2011, seria: Ufność. ISBN 978-83-7424-878-5. OCLC 802125462. Brak numerów stron w książce
- Maksymilian Maria Kolbe (wybór tekstów Stanisław Gancarek): Maryja najkrótszą drogą do komunii z Bogiem: wybór tekstów św. Maksymiliana Kolbego: materiały formacyjne Ruchu Rodzin Nazaretańskich. Częstochowa: Częstochowskie Wydawnictwo Archidiecezjalne Regina Poloniae, 2011, seria: Ku Nowej Ewangelizacji. ISBN 978-83-62244-36-2. OCLC 804260709. Brak numerów stron w książce
- Jan Paweł II, Maksymilian M. Kolbe, Stefan Wyszyński (wybór i układ Tomasz Krzyżak; zdjęcia: Gabriela Mytyk-Krzyżak): Pełna łaski: modlitwy do Matki Bożej. Teresin: Wydawnictwo Pająk Media, 2011. ISBN 978-83-932339-2-2. OCLC 804007370. Brak numerów stron w książce
- Maximilian Maria Kolbe (selected, complied, arranged, translated and edited from the „Pisma sw. Maksymiliana Kolbego” by Hilda Elfleda Brown): She shall crush the head: selected writings od St. Maximilian Kolbe. Phoenix: Leonine Publishers, 2015. ISBN 978-1-942190-19-6. OCLC 982628347. (ang.). Brak numerów stron w książce
- Maksymilian Maria Kolbe (wybór tekstów i redakcja Dariusz Kowalczyk): Aby Ona żyła i działała w nas i przez nas: fragmenty konferencji. Niepokalanów: Wydawnictwo Ojców Franciszkanów, 2017, seria: Ku Nowej Ewangelizacji. ISBN 978-83-7766-141-3. OCLC 1036707850. Brak numerów stron w książce
- Maksymilian Maria Kolbe (wybór tekstów Stanisław Gancarek): Maryja naszą drogą: wybór tekstów św. Maksymiliana Kolbego. Częstochowa: Wydawnictwo Misjonarzy Krwi Chrystusa, 2018. ISBN 978-83-63459-91-8. OCLC 1066092868. Brak numerów stron w książce

## Upamiętnienie
- Do celi w której zmarł, w piwnicy bloku śmierci (nr 11) na terenie obozu koncentracyjnego KL Auschwitz, w ramach swoich pielgrzymek do Polski, przybyło trzech papieży: św. Jan Paweł II (7 czerwca 1979), Benedykt XVI (28 maja 2006)[66] oraz Franciszek (29 lipca 2016)[67]. Co roku, w rocznicę jego śmierci (14 sierpnia) i jego kanonizacji (10 października), z kościoła parafialnego pod jego wezwaniem w Oświęcimiu wyrusza uroczysta procesja do obozu, gdzie odprawiana jest msza święta, a pod ścianą straceń i w celi jego śmierci składane są kwiaty[44]. Obchody te kończą się w Harmężach, gdzie znajduje się prowadzone przez franciszkanów Centrum św. Maksymiliana[44].
- Jego wspomnienie liturgiczne zostało wyznaczone na dzień 14 sierpnia (dies natalis)[16] . Ułożono specjalną litanię jemu poświęconą[68].
- W 1973 powstało w Niemczech stowarzyszenie Maksymiliana Kolbego (Maximilian-Kolbe-Werk), niosące ofiarom gett i obozów koncentracyjnych pomoc materialną, finansową i duchową[69].
- 10 października 1998 Stolica Apostolska uznała świętego za patrona miasta Zduńska Wola, a 10 października 2004 także za patrona miasta Pabianice. Od 1991 jest on patronem energetyków, a dzień 14 sierpnia (dzień jego śmierci) ustanowiono Dniem Energetyka[70]. 22 maja 1999 Kongregacja ds. Kultu Bożego i Dyscypliny Sakramentów ustanowiła św. Maksymiliana Marię Kolbego patronem honorowych dawców krwi w Polsce (dekret podpisał Prefekt Kongregacji kard. Jorge Medina Estévez). Uchwałą z 21 października 2010 Senat RP zdecydował o ustanowieniu roku 2011 Rokiem Świętego Maksymiliana Marii Kolbego[71][72]. 9 kwietnia 2016 Młodzież Wszechpolska obrała św. Maksymiliana za swojego patrona[73]. Ponadto jest patronem diecezji: bielsko-żywieckiej[74], elbląskiej[75] oraz koszalińsko-kołobrzeskiej[76]. Z inicjatywy Rady Powiatu Oświęcimskiego, decyzją Kongregacji ds. Kultu Bożego i Dyscypliny Sakramentów, od 14 sierpnia 2018 został on również patronem powiatu oświęcimskiego (Ziemi Oświęcimskiej)[77]. Ponadto w 80. rocznicę jego śmierci uchwałę upamiętniającą jego osobę przyjął 17 września 2021 Sejm Rzeczypospolitej Polskiej[78].
- W wielu miejscowościach w Polsce zbudowano kościoły i kaplice jemu poświęcone, m.in. w: Warszawie, Toruniu[79], Lublinie[80], Gorzowie Wielkopolskim[81], Hucie Gruszczynie[82], Kowarach[83], Popowie Wonieskim[84], Postronnej[85], Radliczycach[86] czy Tołwinie[87]. Ponadto świętemu postawiono liczne pomniki z jego sylwetką, m.in. w takich miejscowościach jak: Białystok[88], Chrzanów, Harmęże[89], Koluszki[90], Pabianice[91], Paprotnia[92], Radom[93] czy Zduńska Wola[94].
- Jest on patronem wielu placówek oświatowych: Katolickiego Liceum Ogólnokształcącego w Szczecinie[95], Szkoły Podstawowej w Teresinie[96], Szkoły Podstawowej w Pusznie Godowskim[97], Publicznej Szkoły Podstawowej w Karolewie[98], Szkoły Podstawowej nr 3 w Chmielniku[99], Szkoły Podstawowej we Wróblowej[100], Szkoły Podstawowej w Harmężach[101], Szkoły Podstawowej nr 4 w Błoniu[102], Szkoły Podstawowej nr 77 z Oddziałami Integracyjnymi w Krakowie[103], Szkoły Podstawowej w Gnojnicy Dolnej[104], Polskiej Szkoły Dokształcającej w Riverhead[105], Polskiej Szkoły w Chicago[106], Centrum Edukacyjnego w Segerea (Tanzania)[107].
- Ulicom w kilkudziesięciu miejscowościach w Polsce nadano jego imię, m.in. jednej z ulic w: Białymstoku, Bydgoszczy, Jaworznie, Kamieniu Krajeńskim, Legnicy[108], Mszanie Dolnej, Oświęcimiu, Pile, Radomsku, Rzeszowie czy Warszawie. Ponadto w Łodzi przy kościele pod jego wezwaniem utworzono Skwer im. Maksymiliana Kolbego[109].
- W Gdańsku przy ul. Świętej Trójcy 4 działa od 1992 Dom Pojednania i Spotkań im. św. Maksymiliana Kolbego, który dysponuje własną bazą noclegową z zapleczem konferencyjnym i gastronomicznym[110]. W 2007 utworzono Fundację Maksymiliana Kolbego powołaną przez Episkopaty Niemiec i Polski, która jest kontynuatorką istniejącego od 1973 Dzieła Maksymiliana Kolbego i pomaga przede wszystkim byłym więźniom obozów koncentracyjnych i gett[111]. 22 października 2014 w Warszawie zarejestrowano Fundację Filmową im. św. Maksymiliana Kolbego, której celem jest prowadzenie działalności na rzecz wspierania kultury i oświaty oraz wspierania produkcji filmów promujących wartości chrześcijańskie[112]. Ponadto w Pabianicach wytyczono specjalny szlak „Śladami św. Maksymiliana Kolbego”[91].
- W 1994 wyemitowano przez Narodowy Bank Polski monetę kolekcjonerską projektu Ewy Tyc-Karpińskiej z jego wizerunkiem ze srebra próby 999, wykonaną przez Mennicę Państwową o nominale 300 000 zł w nakładzie 15 000 sztuk[113].
- W 2022 Sejm RP powołał Instytut Rozwoju Języka Polskiego im. św. Maksymiliana Marii Kolbego[114][115].
- Poczta Polska wyemitowała cztery znaczki pocztowe jemu poświęcone, z okazji:
  - Kanonizacji, o nominale 27 zł wyemitowany 10 października 1982 projektu Krzysztofa Kosmowskiego według obrazu Mieczysława Kościelniaka[116]
  - Roku Maksymilianowskiego, o nominale 2500 zł wyemitowany 24 października 1994 projektu Macieja Jędrysika[117]
  - 60-tej rocznicy męczeńskiej śmierci, o nominale 1 zł, wyemitowany 14 sierpnia 2001 projektu Macieja Jędrysika[118]
  - Roku jemu poświęconego, o nominale 1,95 zł wyemitowany 12 sierpnia 2011 projektu Macieja Jędrysika[119]
- W 2024 wydano powieść historyczną Grzegorza Pustkowiaka „Na końcu są zawsze ogrody z różami”, w której autor opisał grodzieński okres jego działalności[120]

### Sanktuaria
| Sanktuaria św. Maksymiliana Kolbego |                 |                                                     |                  | |
| Lp.                                 | Miejscowość     | Świątynia                                           | Rok ustanowienia | Uwagi |
| 1.                                  | Gdynia          | Kościół św. Antoniego Padewskiego                   | 2006             | Wybudowany w latach 1957–1970, w miejscu kaplicy, przy której poświęceniu był obecny o. Kolbe (1937) (nie mylić ze znajdującym się w Gdyni kościołem św. Maksymiliana). |
| 2.                                  | Lubin           | Sanktuarium św. Maksymiliana                        | 2023             | Wybudowane w latach 1982–1999, niezwiązane bezpośrednio z jego życiem i działalnością.                                                                                  |
| 3.                                  | Niepokalanów    | Bazylika Niepokalanej Wszechpośredniczki Łask       | 2001             | Wybudowana w latach 1948–1954 jako realizacja zamiaru podjętego przez niego                                                                                             |
| 4.                                  | Pabianice       | Kościół św. Maksymiliana                            | 2001             | Wybudowany w latach 1982–1994, w mieście, gdzie mieszkał w latach 1897–1907. Wewnątrz znajduje się obraz beatyfikacyjny.                                                |
| 5.                                  | Szczuki         | Kościół św. Maksymiliana                            | 2003             | Wybudowany w latach 1982–1987, niezwiązany bezpośrednio z jego życiem i działalnością.                                                                                  |
| 6.                                  | Wolica–Tokarnia | Kościół św. Maksymiliana                            | 2016             | Wybudowany w latach 2006–2018, niezwiązany bezpośrednio z jego życiem i działalnością.                                                                                  |
| 7.                                  | Zduńska Wola    | Bazylika pw. Wniebowzięcia Najświętszej Maryi Panny | 2004             | Wybudowana w latach 1872–1891 (miejsce jego chrztu – 1894). Sanktuarium Urodzin i Chrztu Świętego Maksymiliana Kolbego.                                                 |

## Odznaczenia
Został pośmiertnie odznaczony trzema odznaczeniami, nadanymi za całokształt działalności.
| Odznaczenia |                                                                           |
| Rok         | Odznaczenie                                                               |
| 1954        | Krzyż Niepodległości z Mieczami Polski Podziemnej (od władz na obczyźnie) |
| 1972        | Krzyż Złoty Orderu Virtuti Militari (od władz PRL)                        |
| 1985        | Krzyż Oświęcimski                                                         |

## Film i teatr
Historia życia i śmierci Maksymiliana Kolbego została zekranizowana w filmie Życie za życie. Maksymilian Kolbe (1990) w reżyserii Krzysztofa Zanussiego. W rolę zakonnika wcielił się Edward Żentara. Ponadto w 2007 powstał film dokumentalny o jego życiu w reżyserii Tomasza Wojciechowskiego i Leszka Wasiuty pt. Męczennik miłości dla TV Puls. W 2017 ukazał się kolejny film fabularny o nim w reżyserii Michała Kondrata Dwie korony z główną rolą Adama Woronowicza.
| Filmy |                                   |                                       |
| Rok   | Tytuł                             | Reżyseria                             |
| 1971  | Ojciec Maksymilian Kolbe          | Piotr Friedrich                       |
| 1974  | Scena zbiorowa ze świętym         | Mariusz Walter                        |
| 1990  | Życie za życie. Maksymilian Kolbe | Krzysztof Zanussi                     |
| 1991  | Maksymilian Kolbe (1894–1941)     | Andrzej Machnowski, Władysław Sobecki |
| 2007  | Męczennik miłości                 | Tomasz Wojciechowski, Leszek Wasiuta  |
| 2017  | Dwie korony                       | Michał Kondrat                        |
| 2019  | Niepospolita                      | Tomasz Dobosz                         |

7 kwietnia 1990 w Operze Śląskiej w Bytomiu odbyła się prapremiera opery Dominique Probst zatytułowana „Maksymilian Kolbe” do libretta, które napisał Eugène Ionesco, w reżyserii Tadeusza Bradeckiego z główną rolą Adama Kruszewskiego. Ponadto 25 listopada 2016 odbyła się w Teatrze Oratorium przy bazylice Najświętszego Serca Jezusowego w Warszawie prapremiera spektaklu Kazimierza Brauna zatytułowanego „Mój syn Maksymilian” w reżyserii Marcina Kwaśnego, który został oparty na autentycznej korespondencji między o. Maksymilianem a jego matką i mówi o wyjątkowej więzi między nimi oraz roli Matki Bożej Niepokalanej w ich życiu.

## Spór o antysemityzm
W 1982, na kilka miesięcy przed kanonizacją, w prasie amerykańskiej i brytyjskiej (m.in. „St. Louis Jewish Light”, „Washington Post”, „The New York Times”, „Boston Jewish Advocate”) ukazały się artykuły na temat antysemityzmu Kolbego. Dowodem było m.in. odnoszenie się przez niego bezpośrednio do tytułu i treści Protokołów Mędrców Syjonu, tekstu czarnej propagandy antyżydowskiej, fałszerstwa przygotowanego na zamówienie carskiej Ochrany na początku XX w.. W 1926 Kolbe pisał, że masoni to żydowskie ugrupowanie, które pragnie zniszczyć Kościół. Według Briana Portera-Szűcsa wydźwięk tekstów Kolbego był celowo niejednoznaczny w kwestii antysemityzmu. Kolbe wskazywał np. że celem nie powinno być budzenie nienawiści do Żydów, a jedynie konwersja ich na katolicyzm. W 1934 w liście do przyjaciela potępiał pomysł systematycznej eksterminacji Żydów, opowiadał się za bojkotem ekonomicznym. Wydawane przez Kolbego pisma: „Mały Dziennik” i „Rycerz Niepokalanej” szerzyły antysemickie postawy: popierały getto ławkowe, nie potępiały przemocy wobec Żydów, która miała miejsce podczas nocy Kryształowej; sugerowały, że Żydzi powinni emigrować z Polski. Kolbe nadzorował publikacje tych wydawnictw i tolerował poglądy w nich zawarte. Postawa Kolbego wobec Żydów nie opierała się na rasizmie, podzielała jednak pewne uprzedzenia na temat Żydów, które były m.in. częścią ideologii nazistowskiej.
Odpowiedzi na zarzuty wobec Kolbego podjęli się w 1982 redaktorzy „St. Louis Review” (pisma wydawanego przez archidiecezję w St. Louis). Kolejna istotna polemika toczyła się na łamach „The New York Review of Books”. Daniel Schlafly z Saint Louis University oraz Warren Green z Saint Louis Center for Holocaust Studies odnieśli się krytycznie do wcześniejszej recenzji autorstwa Johna Grossa, który zarzucał Kolbemu podsycanie bezwzględnej antysemickiej kampanii. Kwestia żydowska miała być sprawą marginesową w nauczaniu Kolbego.